# Synagoge (Oni)

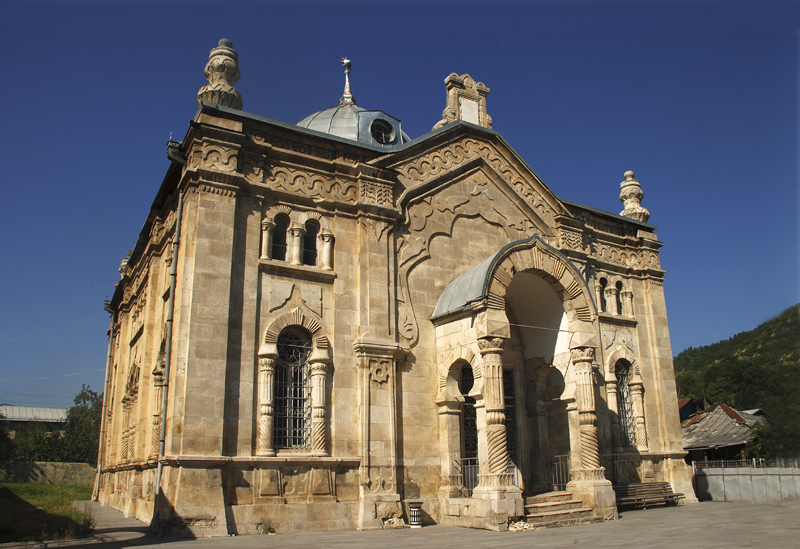
Synagoge in Oni

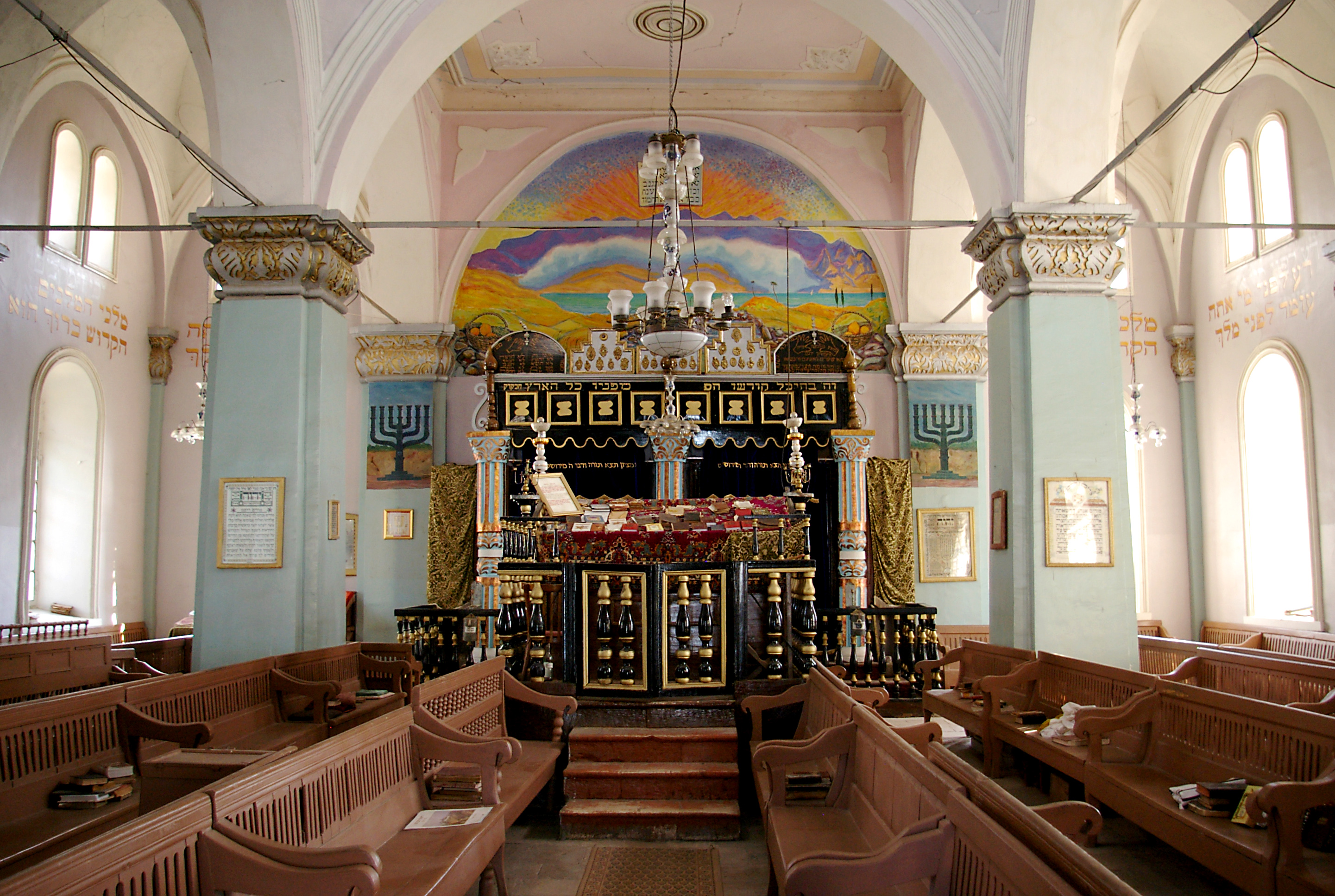
Innenansicht

Die Synagoge in Oni, einer Stadt in der Region Ratscha-Letschchumi und Niederswanetien in Georgien, wurde 1895 fertiggestellt.
Die orthodoxe Synagoge wurde von einem polnischen Architekten entworfen und diente einer Gemeinde alteingesessener georgischer Juden als religiöses Zentrum, die vor den 1970er Jahren ein Drittel der Bevölkerung von Oni ausmachten. Die Synagoge im Stil des Eklektizismus wurde in den letzten Jahren renoviert.